# Karen Chance
Karen Chance ist eine US-amerikanische Schriftstellerin von Urban-Fantasy-Romanen. Ihre Werke gehen ins Genre der Fantasy, Paranormale Fiktion und der Paranormalen Fantasy. Ihre Bücher spielen alle im Cassie-Palmer-Universum. Einer Welt die der unseren gleicht, jedoch auch von Vampiren, Hexen, Zauberern und anderen magischen Wesen bewohnt wird. Geprägt sind ihre Bücher durch Komik, absurde Verfolgungsjagden und den Wunsch der jeweiligen Protagonistin, akzeptiert zu werden.

## Leben
Karen Chance wuchs in Orlando, Florida auf. Sie lebte in Frankreich, Großbritannien, Hongkong und New Orleans. In Frankreich arbeitete sie im Disneyland Paris. Da sie einen Uni-Abschluss in Geschichte hat, lehrte sie in den USA gelegentlich Geschichte. Seit 2007 ist sie hauptberuflich Autorin. Chance lebt aktuell in Tampa.

## Werke

### Cassandra-Palmer-Reihe

#### Buchband
- Band 1: Touch the Dark. 2006, ISBN 0-45-146093-6; deutsch als: Untot mit Biss. Piper, München/Zürich 2008, ISBN 978-3-492-29183-5
- Band 2: Claimed by Shadow. 2007, ISBN 0-45-146152-5; deutsch als: Hinreißend Untot. Piper, München/Zürich 2009, ISBN 978-3-492-29185-9
- Band 3: Embrace the Night. 2008, ISBN 978-0-45-146199-5; deutsch als: Für immer untot. Piper, München/Zürich 2010, ISBN 978-3-492-29186-6
- Band 4: Curse the Dawn. 2009, ISBN 978-0-45-141270-6; deutsch als: Unwiderstehlich untot. Piper, München/Zürich 2010, ISBN 978-3-492-26736-6
- Band 5: Hunt the Moon. 2011, ISBN 978-0-45-141307-9; deutsch als: Verlockend untot. Piper, München/Zürich 2012, ISBN 978-3-492-26851-6
- Band 6: Tempt the Stars. 2013, ISBN 978-0451419057; deutsch als: Bezaubernd untot. Piper, München/Zürich 2015, ISBN 978-3492280037
- Band 7: Reap the Wind. 2015, ISBN 978-0451419071
- Band 8: Ride the Storm. 2017, ISBN 978-1101989982
- Band 9: Brave the Tempest. 2019, ISBN 978-1101990001
- Band 10: Shatter the Earth. 2020, ISBN 978-1734534214

#### Novelle
- Band 4.1: A Family Affair. August 2011
- Band 5.1: The House at Cobb End. November 2011 In: The Cassandra Palmer Collection. 2020, ISBN 978-1734534290
- Band 5.3: Updating Pritkin. 2015
- Band 10.6: Siren’s Song - A John Pritkin Novel. 2019, ISBN 978-1692861803

### Dorina-Basarab-Reihe

#### Buchband
- Band 1: Midnight’s Daughter, Oktober 2008, ISBN 0-45-141262-1; deutsch als: Dämonisch verführt. Piper, München/Zürich 2010, ISBN 978-3492291989
- Band 2: Death’s Mistress, Januar 2010, ISBN 0-45-141276-1; deutsch als: Dämonisch ergeben. Piper, München/Zürich 2011, ISBN 978-3492267977
- Band 3: Fury’s Kiss, Oktober 2012, ISBN 978-0451413239
- Band 4: Shadow’s Bane, Juli 2018, ISBN 0-451-41906-5
- Band 5: Queen’s Gambit, 15. Juli 2020, ISBN 978-1734534245
- Band 6: Time’s Fool, 30. März 2023, ISBN 979-8987169247
- Band 7: Fortune’s Blade, 20. Januar 2024

#### Novelle
- Band 0.1: Zombie’s Bite, 3. Dezember 2015
- Band 0.5: Buying Trouble. In: On the Prowl. Cassandra Palmer Universum, 2007, ISBN 978-0-42-521659-0
- Band 2.1: In Vino Veritas, Juni 2011
- Band 3.1: The Day of the Dead. In: The Mammoth Book of Vampire Romance. Cassandra Palmer Universum, 2008, ISBN 978-0-76-243498-5. Auch veröffentlicht in: The Cassandra Palmer Collection. 2020, ISBN 978-1734534290
- Band 3.5: Lover’s Knot, 27. Juni 2017
- Band 4.5: Dragon’s Claw, 3. September 2018, ISBN 978-1370456598

### Lia-De-Croisset-Reihe

#### Buchband
- Band 1: Junk Magic

#### Novelle
- Band 0.2: Vegas Odds. In: Strange Brew, Juli 2009, ISBN 978-0-312-38336-7
- Band 1.3: Skin Deep. 18. Juni 2019

### Kit-Marlowe-Reihe

#### Novelle
- Band 1: The Gauntlet. 2010. Auch veröffentlicht in: The Cassandra Palmer Collection. 2020, ISBN 978-1734534290
- Band 2: The Queen’s Witch. 2010, ISBN 978-1458181947. Auch veröffentlicht in: The Cassandra Palmer Collection. 2020, ISBN 978-1734534290

### Anthologien
- Rogue Elements. In: Wolfsbane and Mistletoe. Cassandra Palmer Universum, Oktober 2008, ISBN 0-44-101633-2